# Jacques Morel (Schauspieler)
Jacques Morel (eigentlich Jacques Houstraete; * 29. Mai 1922 in Paris; † 9. April 2008 ebenda) war ein französischer Theater- und Filmschauspieler.

## Karriere
Jacques Morel wurde in den 1940er Jahren als Schauspieler in Film und Theater aktiv. Seine Theater-Auftritte wurde 13 Mal in der Reihe Au théâtre ce soir im Fernsehen übertragen. Er spielte eine Vielzahl von Film-Nebenrollen, 1956 spielte er „Louis XVI“ in Der Liebesroman einer Königin.
Ab 1967 synchronisierte er die Figur „Obelix“ in den ersten drei Asterix-Zeichentrickfilmen. Ebenso lieh er dem Hündchen Toutou in dessen Serie seine Stimme.
Ab 1980 spielte er den titelgebenden Richter in der Justizserie Julien Fontanes, Untersuchungsrichter.
Jacques Morel ist Absolvent der HEC Paris.

## Filmografie (Auswahl)
- 1944: L’Aventure est au coin de la Rue
- 1945: Allein im Dunkel (Seul dans la nuit)
- 1949: Zwischen 11 und Mitternacht (Entre onze heures et minuit)
- 1950: Die Dame vom Maxim (La dame de chez Maxim)
- 1950: Au p’tit zouave
- 1951: Le dindon
- 1952: Wir sind alle Mörder (Nous sommes tous des assassins)
- 1953: Liebe im Kreise (Rue de l‘Estrapade)
- 1953: Die Liebe endet im Morgengrauen (Les amours finissent à l‘aube)
- 1954: Mary-Lou und ihre Herren (Escalier de Service)
- 1954: Versailles – Könige und Frauen (Si Versailles m‘était conté)
- 1955: Das große Manöver (Les grandes manœuvres)
- 1955: Skandal in Paris (La môme Pigalle)
- 1956: Weiße Margeriten (Elena et les Hommes)
- 1956: Paradies der Liebe (Foliés-Bergère)
- 1956: Der Liebesroman einer Königin (Marie Antoinette)
- 1958: Verlorenes Spiel (Clara et les méchants)
- 1958: Madame und ihr Auto (Madame et son auto)
- 1958: Das Leben zu zweit (La vie à deux)
- 1958: Ein gewisser Monsieur Jo (Un certain Monsieur Jo)
- 1959: Maigret kennt kein Erbarmen (Maigret et l‘affaire St. Fiacre)
- 1960: Einer sticht ins Wespennest (Le panier à crabes)
- 1961: Bevor das Licht verlöscht (L‘imprevisto)
- 1962: Dr. Malbus verschwand um vier (Rencontres)
- 1965: Diamantenbillard (Un milliard dans un billard)
- 1965: Pulverfaß und Diamanten (Le gentleman de Cocody)
- 1965: Rendezvous der Killer (Pleins feux sur Stanislas)
- 1977: Ça fait tilt
- 1978: Anklage – Mord (L‘amour en question)
- 1981: Tovaritch
- 1980–1989: Julien Fontanes, Untersuchungsrichter (Julien Fontanes, magistrat, Fernsehserie, 25 Folgen)
- 1982: Wochenende im Paradies